# The Producers (tv-serie)
The Producers er en sydkoreansk tv-drama/serie fra 2015 på 12 episoder. Hovedrollerne spilles af henholdsvis Cha Tae-hyun (Ra Joon-mo), Gong Hyo-jin (Tak Ye-jin), Kim Soo-hyun (Baek Seung-chan) og IU (Cindy).